# Jura bernois (historisk region)
Jura bernois, eller på tyska Berner Jura, översatt till svenska ungefär "Berns del av Jurabergen", var en historisk region i den schweiziska kantonen Bern som 1815 tillföll Bern bestående av områden som tidigare styrts av Basels furstbiskop, men uppdelades 1978 och 1994. Regionen omfattade den nuvarande förvaltningskretsen Jura bernois i kantonen Bern, kantonen Jura (inrättad år 1978) och distriktet Laufen i Basel-Landschaft (avdelat år 1997)

## Historik

### Tidig historia
- Romarriket anlade en väg över Pierre-Pertuis-passet.
- Från medeltiden styrde Basels furstbiskop över stora områden mellan Bielsjön och Alsace, även om Bern hade visst inflytande och flera områden reformerades.
- Området besattes 1797 av Frankrike och inordnades i Frankrike till 1815.

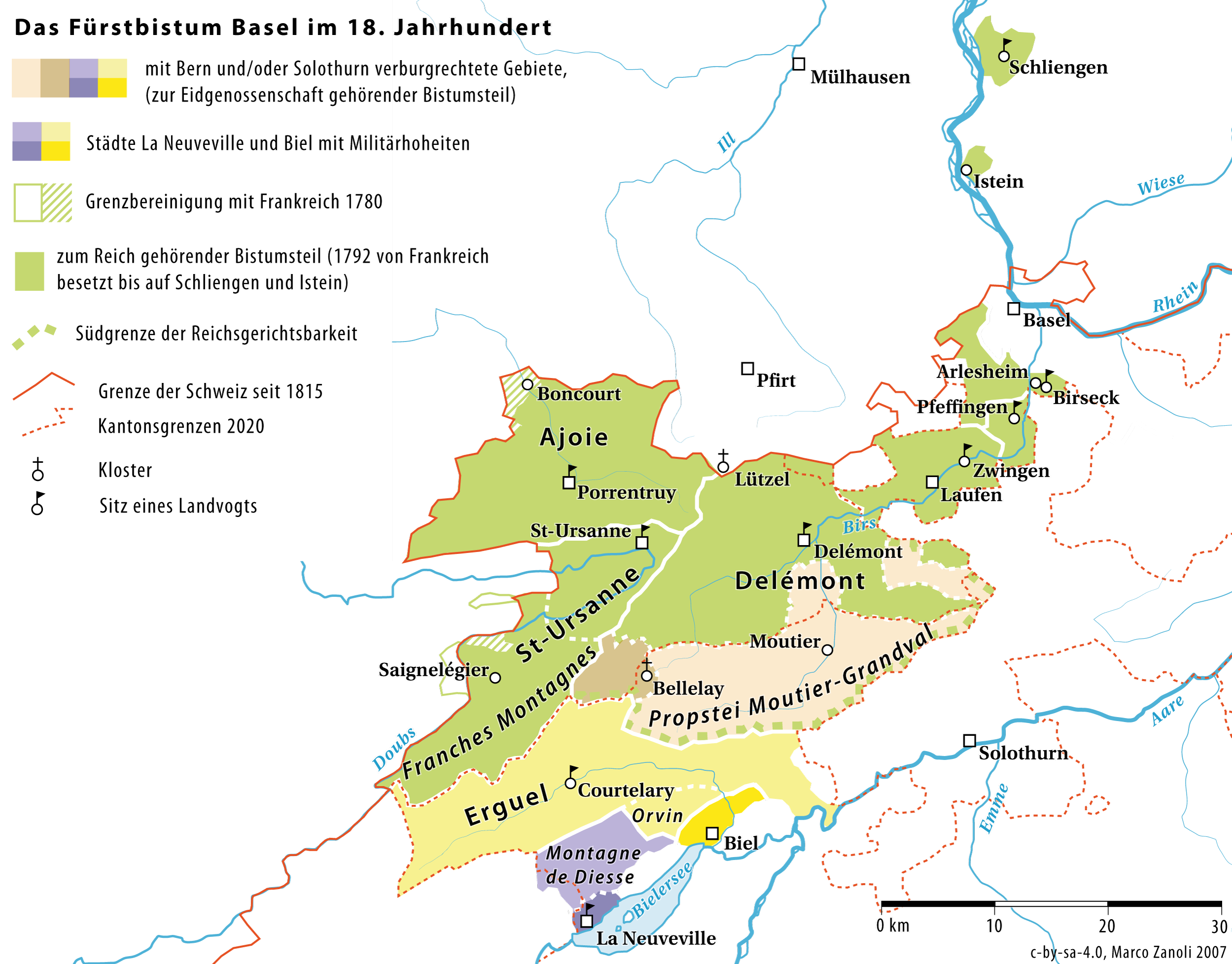
Furstbiskopsdömet Basel på 1700-talet. Området (utom 4, Schliengen) tillfördes år 1815 Bern.

### Skapandet av Jura bernois
- Wienkongressen tilldelade 1815 kantonen Bern furstbiskopsdömets tidigare områden i Jurabergen och Ajoie. Dessa områden kallades därefter Jura bernois. Vissa var tysktalande, som staden Biel, men huvuddelen fransktalande.
- Kulturkampen under senare delen av 1800-talet medförde motsättningar mellan Berns regering och de romersk-katolska områdena i norr.
- Från 1915 uppstod i de fransktalande delarna rörelser som önskade en frigörelse från Bern, dessa stöddes även av liberala intellektuella.
- Efter andra världskrigets slut blev konflikten mer infekterad. Från 1962 till 1964 genomförde den separatistiska organisationen FLJ flera terrorliknande bombattentat.[1]

### Delning
- Under andra hälften av 1900-talet delades det dåvarande Jura bernois: 
  - den nordliga, romersk-katolskt präglade, franskspråkiga delen, omfattande ungefär de gamla områdena "Ajoie", "Saint-Ursanne" och "Delémont" bildar sedan 1978 den nya kantonen Jura
  - det nordöstliga tysktalande området i floden Birs mellersta dalgång (Laufental) tillfördes år 1994 kantonen Basel-Landschaft
  - den sydliga, övervägande reformerta delen förblev i kantonen Bern, numera inom distrikten Jura bernois och förvaltningsdistriktet Biel.
- Berns författning från 1993 gav förvaltningsdistriktet Jura bernois speciella rättigheter. En minoritet i Jura bernois förespråkar dock att även detta område separeras från Bern och överförs till kantonen Jura.